# Elektroanlagenmonteur
Als Elektroanlagenmonteur bezeichnet in Deutschland und Österreich einen Beruf und den dazugehörigen Ausbildungsberuf in der Elektrotechnik. Elektroanlagenmonteure planen, montieren, installieren, warten und reparieren elektrische und elektronische Geräte und Anlagen.

## Berufsbild
Arbeitgeber sind Betriebe der Elektroinstallation, der Energieversorgung(stechnik), Verkehrsbetriebe sowie spezielle Wartungs- und Serviceunternehmen. Elektroanlagenmonteure arbeiten dort bei der Montage und Installation von Anlagen der Energieversorgungstechnik, der Steuerungs- und Regelungstechnik, der Meldetechnik sowie der Beleuchtungstechnik. Weitere Aufgaben sind das Inspizieren und die Wartung dieser Anlagen und Betriebsmittel. Die Anforderungen ändern sich mit dem Stand der Technik oft ziemlich schnell. So erfordern neue Computersteuerungsprogramme und Bus-Systeme ständige Fortbildung.

## Ausbildung

### Deutschland
Die Ausbildungsdauer beträgt drei Jahre und endet mit der Abschlussprüfung. Die Ausbildung erfolgt im dualen System sowohl im Betrieb als auch in der Berufsschule. Sie wurde durch die „Verordnung über die Berufsausbildung zum Elektroanlagenmonteur/zur Elektroanlagenmonteurin“ vom 17. Juni 1997 anerkannt.

### Österreich
In Österreich war Anlagenelektriker die offizielle Bezeichnung bis 30. Juni 2010. Mit dem 1. Juli 2010 trat eine flexiblere Ausbildungsordnung in Kraft, die modular organisiert ist und mehr berufliche Flexibilität innerhalb der Branche schaffen soll. Im neuen Modullehrberuf Elektrotechnik werden Lehrlinge dreieinhalb oder vier Jahre ausgebildet. Der Modullehrberuf umfasst verpflichtend eine zweijährige Ausbildung im Grundmodul Elektrotechnik und eine eineinhalbjährige Ausbildung im Hauptmodul Anlagen- und Betriebstechnik. Die drei anderen Hauptmodule sind: Elektro- und Gebäudetechnik, Energietechnik oder Automatisierungs- und Prozessleittechnik. In einem weiteren halben Ausbildungsjahr können Lehrlinge eines der anderen Hauptmodule oder Spezialmodule absolvieren. Lehrlinge schließen die Berufsausbildung mit der Lehrabschlussprüfung ab und können sich zum Meister weiterbilden.

## Schutzpatronin
Barbara von Nikomedien ist unter anderen die Schutzpatronin der Elektriker.